# Edmund Stächele
Edmund Stächele (* 2. Oktober 1912 in Rheinweiler; † 29. Mai 2001 in Bad Bellingen) war ein deutscher Kommunalpolitiker.

## Leben
Nach dem Besuch der Grundschule in Rheinweiler wurde er Maurermeister. Im Zweiten Weltkrieg geriet er als Soldat in sowjetische Kriegsgefangenschaft und kehrte erst 1948 zurück.
Noch im Jahr seiner Rückkehr zog er in den Gemeinderat ein und wurde Bürgermeister von Rheinweiler. 1965 wurde er zusätzlich Bürgermeister von Bamlach und übte beide Ämter bis 1974 aus (die beiden Gemeinden gingen zum 1. Januar 1975 in die heutige Gemeinde Bad Bellingen auf). Nach der Beseitigung noch vorhandener Kriegsschäden waren die folgenden Jahre vom Ausbau der Infrastruktur geprägt. In die Amtszeit Stächeles fielen die Schaffung von Neubaugebieten, der Bau eines Gemeindehauses (1953), einer Volksschule (1960) eines neuen Ratshauses (1962), der Kläranlage (1964) und eines Kindergartens (1967).
In seiner aktiven Bürgermeisterzeit wurde Rheinweiler von einem schweren Zugunglück (Eisenbahnunfall von Rheinweiler) getroffen: Am 21. Juli 1971 entgleiste der Schweiz-Express Basel–Kopenhagen. Die Lokomotive und sieben Waggons stürzten die Böschung hinab auf mehrere Wohnhäuser. Das Unglück forderte 23 Menschenleben.

## Politik
Stächele trat 1954 in die CDU ein und wurde deren Ortsvorsitzender. In den Kreistag des damaligen Landkreises Müllheim wurde er 1965 gewählt.

## Ehrungen
Für seine Verdienste um Ort und Region wurde er mehrfach ausgezeichnet:
- 1974: Bundesverdienstkreuz am Bande der Bundesrepublik Deutschland
- 1974: Silvesterorden durch Papst Paul VI.
- 1981: Ehrenbürger von Rheinweiler

## Sonstiges Engagement
Als Gründungsmitglied half er 1953 beim Aufbau der Bezirkskellerei Efringen-Kirchen, deren Ehrenmitglied er später wurde. Auch in zahlreichen Vereinen engagierte er sich. Der örtliche Gesangs-, Handharmonika- und Fußballverein ernannten ihn jeweils zu ihrem Ehrenmitglied.

## Privates
Stächele heiratete 1942 die Postbeamtin Erna Klumpp und wurde Vater zweier Kinder. Sein Sohn Willi Stächele war Landesminister sowie Landtagspräsident des baden-württembergischen Landtages in Stuttgart. Seine letzten zehn Lebensjahre verbrachte Stächele in Waldkirch-Buchholz, betreut von seiner Tochter.